# Сонорна съгласна
Сонорните съгласни (от лат. sono – правя шум, звук), са съгласните м, м’, н, н’, р, р’, л, л’, й, притежаващи специфични модални признаци.
Функционално образуват отделна група, която ги приближава до поведението на гласните фонеми. Тези съгласни са звучни и в съчетание с други съгласни се приближават по функция до гласните фонеми – не влияят върху тяхната звучност и самите те не се променят. Съгласните р и л са можели да образуват сричка и от тези т.нар. сричкотворни р и л се развиват групите с подвижно ъ: -ър-/-ръ-и -ъл-/-лъ-. Тези функционални особености противопоставят сонорните съгласни на останалите, които образуват групата на шумовите съгласни.
Сонорните съгласни звуци [l], [r], [m], [n] и [ŋ] могат да бъдат сричкотворни. Срички без гласни се срещат в много славянски езици, например в известната чешка и словашка скоропоговорка
Strč prst skrz krk (изговор,
буквално „Мушни си пръста през гърлото“.
В книжовния български език няма сричкоотворни съгласни, но такива са запазени в някои диалекти, както и в македонската литературна норма.
Децата в България запомнят лесно сонорните съгласни с думата ламарина, защото тя съдържа всички български звучни съгласни без й. Думата ламинирай съдържа всички сонорни съгласни, вкл. й.